# 西部警察 PART-II サウンド・トラック盤
『西部警察 PART-II サウンド・トラック盤』（せいぶけいさつ パートツー サウンド・トラックばん）は、テレビドラマ『西部警察』のサウンドトラックアルバム。1982年6月25日発売。

## 概要
PART-IIのサウンドトラック第1弾。シリーズでは初めて、効果音がまったく被せられない形で制作された。

## 収録曲
1. 西部警察PART-IIテーマ・TVサイズ ワンダフル・ガイズ
2. 西部警察PART-IIテーマ・フルサイズ ワンダフル・ガイズ
後に効果音を被せた形でシングルカットされた。
3. 気分は最高
4. デンジャラス・チェイス
5. ハッピー・ボーイ
6. トワイライト・ストリート
7. ロンリー・ポリスマン
8. ジャングル・ヒーロー
9. パトカー・コンボイ
後に効果音を被せた形で、「ワンダフル・ガイズ」のB面としてシングルカットされた。
10. ダーティー・ヒーロー
11. スーパー・チェイサー
12. 哀愁のエアポート
13. サラブレッド
14. 友情
15. 軍団マーチ
16. サンセット・ハーバー

- 作曲・編曲：羽田健太郎
- 演奏：高橋達也&東京ユニオン

## 資料
- 西部警察 誕生30周年 サウンド・トラック・アルバム大全集（2009年、テイチクエンタテインメント）